# Константіно Урб'єта Соса
Константіно Урб'єта Соса (ісп. Constantino Urbieta Sosa, нар. 12 серпня 1907, Асунсьйон — пом. 12 грудня 1983, Авельянеда) — парагвайський і аргентинський футболіст, що грав на позиції півзахисника.
Виступав, зокрема, за низку аргентинський клубних команд, а також збірні Парагваю та Аргентини.

## Клубна кар'єра
У дорослому футболі дебютував 1931 року виступами за команду клубу «Насьйональ». Того ж року перебрався до Аргентини, де став гравцем «Ньюеллс Олд Бойз».
Згодом з 1932 по 1935 рік грав у складі команд клубів «Тігре», «Годой-Крус» та «Сан-Лоренсо».
Завершив професійну кар'єру футболіста виступами за команду «Естудьянтес» у 1939 році.
Помер 12 грудня 1983 року на 77-му році життя у місті Авельянеда.

## Виступи за збірні
1931 року провів дві гри у складі національної збірної Парагваю. Згодом, виступаючи в Аргентині, залучався до збірної цієї країні, у складі якої став учасником чемпіонату світу 1934 року в Італії. Під час чемпіонату взяв участь в єдиній грі аргентинців, які на етапі 1/8 фіналу програли 2:3 збірній Швеції і припинили боротьбу на турнірі.